# Guillaume Pörteners
Guillaume (Willem Joseph) Pörteners (Stokkem, 12 februari 1886 –  Opgrimbie, 10 december 1982) was een Belgisch dirigent.
Pörteners studeerde aan het Koninklijk Conservatorium Luik waar hij een eerste prijs behaalde. Hij werd dirigent van een vijftal harmonie- en fanfareorkesten in België en Nederland. Als beroepsmuzikant was hij verbonden aan het muziekkorps van het Belgisch leger, gekazerneerd te Luik.
Hij was gehuwd met Anna Hamaekers uit Heel. Samen hadden zij een dochter, Maria. 
Na het huwelijk werd hij vanuit het leger gestationeerd in Duitsland. Later kwam hij terug naar Stokkem, waar hij in 1910 een huis liet bouwen aan de Arnold Sauwenlaan nr 45, de "Villa la Lyre". Van 1912 tot 1959 was Pörteners dirigent van de Koninklijke Harmonie "St. Cecilia" Stokkem, van 1928 tot 1953 van Harmonie "De Vriendenkrans" Heel, van 1945 tot 1947 van Harmonie "Concordia", Obbicht en van 1945 tot 1949 van de Harmonie St. Cecilia Grevenbicht-Papenhoven.
In Stokkem werd hij de Peut genoemd. 